# Сангмелима

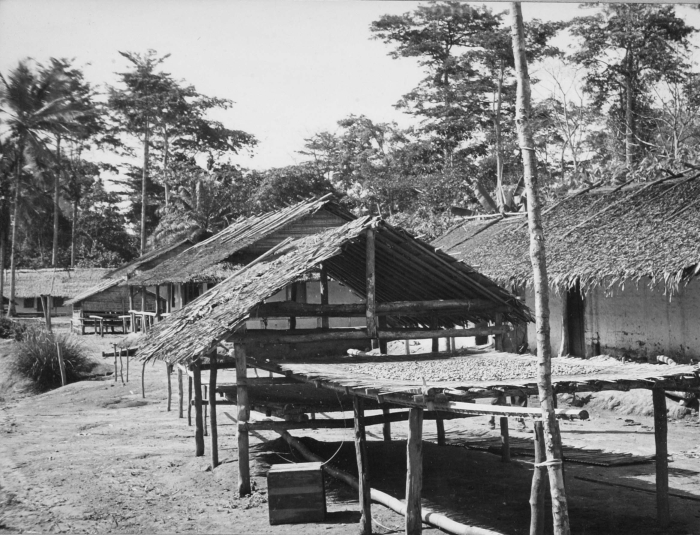

Сангмелима (фр. Sangmélima) — город в Камеруне, административный центр департамента Джа и Лобо Южного региона.
Расположен на юге страны на реке Лобо недалеко от государственной границы с Экваториальной Гвинеей и Габоном. До столицы Камеруна г. Яунде около 115 км. Через город проходят национальные дороги # 9 и # 17. В городе есть местный аэропорт.
В городе базируется футбольный клуб «Коломб Спортив».

## Население
По состоянию на 2012 год население — 64 227 человек, в основном, народности Фанг (булу).
| 1970 | 1976  | 1987  | 2001  | 2005  |
| ---- | ----- | ----- | ----- | ----- |
| 9000 | 14700 | 23300 | 41800 | 51333 |

Жители, в основном, заняты в сельском хозяйстве, здесь имеется много птицеферм. Выращивают кофе робуста.
Фаунистический заповедник Джа, простирающийся к югу от города, c 1981 года включён во всемирную сеть биосферных резерватов, а с 1987 года — в список Всемирного наследия ЮНЕСКО.
Резиденция одноименной епархии Римско-Католической церкви.

## Известные уроженцы
- Реми Жильбер Меду Мвомо — писатель и драматург.
- Эдгар Ален Мебе Нго'о — государственный деятель Камеруна.
- президент Камеруна Поль Бийя родился в дер. Мвомекаа близ г. Сангмелима.